# Gascoyne Junction
Gascoyne Junction är en ort i Australien. Den ligger i regionen Upper Gascoyne och delstaten Western Australia, i den västra delen av landet, 3 400 km väster om huvudstaden Canberra. Orten hade 81 invånare år 2016. Staden, är huvudort i kommunen Upper Gascoyne.
Terrängen runt Gascoyne Junction är mycket platt. Trakten är glest befolkad.